# 呼和浩特站 (地铁)
呼和浩特站（蒙古语：ᠪᠠᠢ ᠾᠧ ᠵᠠᠮ）是呼和浩特地铁2号线的地铁车站，位于中华人民共和国内蒙古自治区呼和浩特市新城区锡林北路街道锡林郭勒北路和车站东、西街的交叉口地下，2020年10月1日開通运营。

## 车站结构
呼和浩特站位于锡林郭勒北路和车站东、西街的交叉口，沿锡林郭勒北路呈南北向布置，长195米，标准段宽度22.9米，为地下三层岛式车站。
| 地面              | 出入口   | A-D出入口 |
| 地下一层          | 换乘平台 | 国铁呼和浩特站连接通道                                                                                          |
| 地下二层          | 站厅     | 客服中心、自动售票机、验票机                                                                                    |
| 地下三层          | 站台层   | \| \| \| █ 2号线往塔利东路（公主府） \| \| 島式 · 開左邊车门 \| \| \| \| \| \| █ 2号线往阿尔山路（新华广场） \| |
|                   |          | █ 2号线往塔利东路（公主府）                                                                                     |
| 島式 · 開左邊车门 |          | |
|                   |          | █ 2号线往阿尔山路（新华广场）                                                                                   |

## 车站出口
呼和浩特站共设4个出口，各出口及周围设施如下所示：
| 出口编号            | 照片 | 地点                 | 可到达目的地                       |
| ------------------- | ---- | -------------------- | ---------------------------------- |
| A · 出口            |      | 锡林郭勒北路（东侧） | 国铁呼和浩特站                     |
| B · 出口 · （设有） |      | 锡林郭勒北路（东侧） | 通达市场                           |
| C · 出口            |      | 锡林郭勒北路（西侧） | 国贸批发城                         |
| D · 出口            |      | 锡林郭勒北路（西侧） | 国铁呼和浩特站、呼和浩特长途汽车站 |
| 图例： 设有         |      |                      |                                    |

## 接驳交通

### 铁路
- 国铁京包铁路及京包客运专线呼和浩特站

地铁站地下一层分别设有进站通道与出站通道联通国铁车站地下一层，可无需通过地面进行转乘。

### 公交车
- 火车站：1路、5路、7路、15路、24路、60路、71路、82路、303路、夜间1号线、夜间2号线、夜间5号线、夜间7号线、夜间8号线、东客站夜间专线、机场巴士1号线

## 历史
- 2019年8月30日，车站主体结构封顶[5]。
- 2020年10月1日，本站随2号线通车一同开通[1]。
- 2022年2月1日，本站与国铁车站地下换乘通道开通[6]。